# Ambelopoulia
Ambelopoulia je jídlo z vařených nebo nakládaných zpěvných ptáků, podávané v některých restauracích na Kypru. 

## Nelegálnost
Od roku 1974 je jídlo nelegální, neboť zahrnuje odchyt volně žijících ptáků, jako pěnice černohlavá a červenka obecná. Zabíjí zde ptáky bez rozdílu, včetně mezinárodně chráněných druhů stěhovavých ptáků. Prosazování zákazu bylo laxní a mnoho restaurací podává jídlo bez následků. V důsledku toho bylo během roku 2010 odhadem zabito 2 418 000 ptáků. Ptáci jsou chytáni buď do sítí nebo pomocí lepicích tyčinek.